# Epirrhoe crispoides
Epirrhoe crispoides là một loài bướm đêm trong họ Geometridae.